# Paweł Matraszek
Paweł Matraszek (ur. 25 stycznia 1896 we Wronowie, zm. 23 października 1980 w Puławach) – podoficer Wojska Polskiego w II Rzeczypospolitej, kawaler Orderu Virtuti Militari.

## Życiorys
Urodził się w rodzinie Łukasza (rolnika) i Zofii z domu Wojdaszek.
Po ukończeniu szkoły rozpoczął pracę w gospodarstwie rodziców. Od początku lutego 1917 roku pełnił służbę w plutonie „Wronów” 2 kompanii 2 Obwodu VIII Okręgu Polskiej Organizacji Wojskowej. Z początkiem listopada 1918 roku wstąpił do odrodzonego Wojska Polskiego, w którym otrzymał przydział do 23 pułku piechoty, wchodzącego w tym czasie w skład 3 Dywizji Piechoty Legionów. Po ukończeniu szkoły podoficerskiej w Lublinie wziął udział w wojnie polsko-ukraińskiej (walczył pod Rawą Ruską) oraz w działaniach Frontu Litewsko-Białoruskiego podczas wojny polsko-bolszewickiej. Za męstwo wykazane podczas walk pod Kijowem plutonowy Paweł Matraszek odznaczony został Krzyżem Srebrnym Orderu Virtuti Militari. Nadanie to zostało następnie potwierdzone dekretem Wodza Naczelnego marszałka Józefa Piłsudskiego L.2979 z 17 maja 1921 roku (opublikowanym w Dzienniku Personalnym Ministerstwa Spraw Wojskowych Nr 21 z dnia 28 maja 1921 roku).
W randze plutonowego został przeniesiony do rezerwy w dniu 30 sierpnia 1921 roku, po czym prowadził własne gospodarstwo rolne w Osadzie Nowosiółki koło Wołkowyska. Działał w PSL „Wyzwolenie”, a do roku 1938 pełnił funkcję sołtysa w swojej miejscowości. Służył również w Przysposobieniu Wojskowym Konnym („Krakusi”). Zarządzeniem prezydenta Rzeczypospolitej Ignacego Mościckiego z dnia 21 kwietnia 1937 roku został, za pracę w dziele odzyskania niepodległości, odznaczony Medalem Niepodległości.  
We wrześniu 1939 walczył w szeregach jednostek Obrony Narodowej, a w okresie okupacji działał w strukturach Armii Krajowej. Po zakończeniu II wojny światowej podjął pracę w puławskim Instytucie Weterynarii, z którego przeszedł na rentę w roku 1956. Zmarł w Puławach i spoczął na cmentarzu w Końskowoli.
Żoną Pawła Matraszka była od 1923 roku Jadwiga z domu Kaniewska, z którą mieli syna Zenona i córkę Zofię.

## Ordery i odznaczenia
- Krzyż Srebrny Orderu Wojskowego Virtuti Militari nr 246 – 17 maja 1921[3][5]
- Medal Niepodległości[6]
- Krzyż Partyzancki